# Saint-Saturnin-du-Bois
 Saint-Saturnin-du-Bois  es una población y comuna francesa, situada en la región de Poitou-Charentes, departamento de Charente Marítimo, en el distrito de Rochefort y cantón de Surgères.

## Demografía
| 675 | 707 | 648 | 642 | 685 | 746 |
| Para los censos de 1962 a 1999 la población legal corresponde a la población sin duplicidades (Fuente: INSEE [Consultar]) |     |     |     |     |     |